# Killing in the Name (Kurzfilm)
Killing in the Name ist ein US-amerikanischer Dokumentarfilm von Jed Rothstein aus dem Jahr 2010. Der Film behandelt das Thema Islamistischer Terrorismus. Er war 2011 für einen Oscar in der Kategorie Bester Dokumentar-Kurzfilm nominiert, verlor aber gegen Strangers No More.

## Handlung
Der Dokumentarfilm dreht sich um Ashraf Al-Khaled, auf dessen Hochzeitsfest im Jahr 2005 sich ein Selbstmordattentäter in die Luft sprengte und dabei 27 Mitglieder der Familie von Al-Khaled und seiner Frau Nadia Alami tötete. Das Attentat wurde für Ashraf Al-Khaled zum Anlass, mit Opfern und Tätern des islamistischen Terrorismus zu sprechen. Der Film zeigt seine Suche nach den Gründen für den Terrorismus, wobei er auch mit einem Rekrutierer von al-Qaida spricht. Zusätzlich zu Al-Khaleds Fall behandelt der Film den Anschlag von Bali 2002, bei dem 202 Menschen getötet wurden, und den Anschlag in Hilla 2005, bei dem 127 Menschen starben.

## Hintergrund
Laut Jed Rothstein entstand sein Antrieb zu einer solchen Dokumentation aus der Frage nach dem Grund für die Selbstmordattentate während der Hochphase des Irakkriegs, die Rothstein als „Gewalt, die sich klar gegen Zivilisten richtete“ beschreibt. Die Entstehung des Films entwickelte sich durch Carie Lemack, Executive Producer des Films. Ihr Anliegen war es, den Terrorismus aus der Sicht seiner Opfer zu beschreiben. Dieses Anliegen führte zu Ashraf Al-Khaled, welchen Lemack zum ersten Mal auf einem Symposium der Vereinten Nationen zum Thema „Opfer des Terrorismus“ im Jahr 2008 traf. Das Treffen führte zur Gründung der Organisation Global Survivors Network, welche den Film mitproduzierte.

## Veröffentlichung
Die Premiere des Films fand am 28. Juli 2010 auf dem Los Angeles International Short Film Festival statt, bei welchem der Film den Preis „Bester Dokumentarfilm“ gewann. Zudem wurde es in insgesamt neun Ländern in drei verschiedenen Sprachen gezeigt. Im September 2011 strahlte der Kabelsender Home Box Office die Dokumentation erstmals im US-amerikanischen Fernsehen aus.